# Święty Sebastian

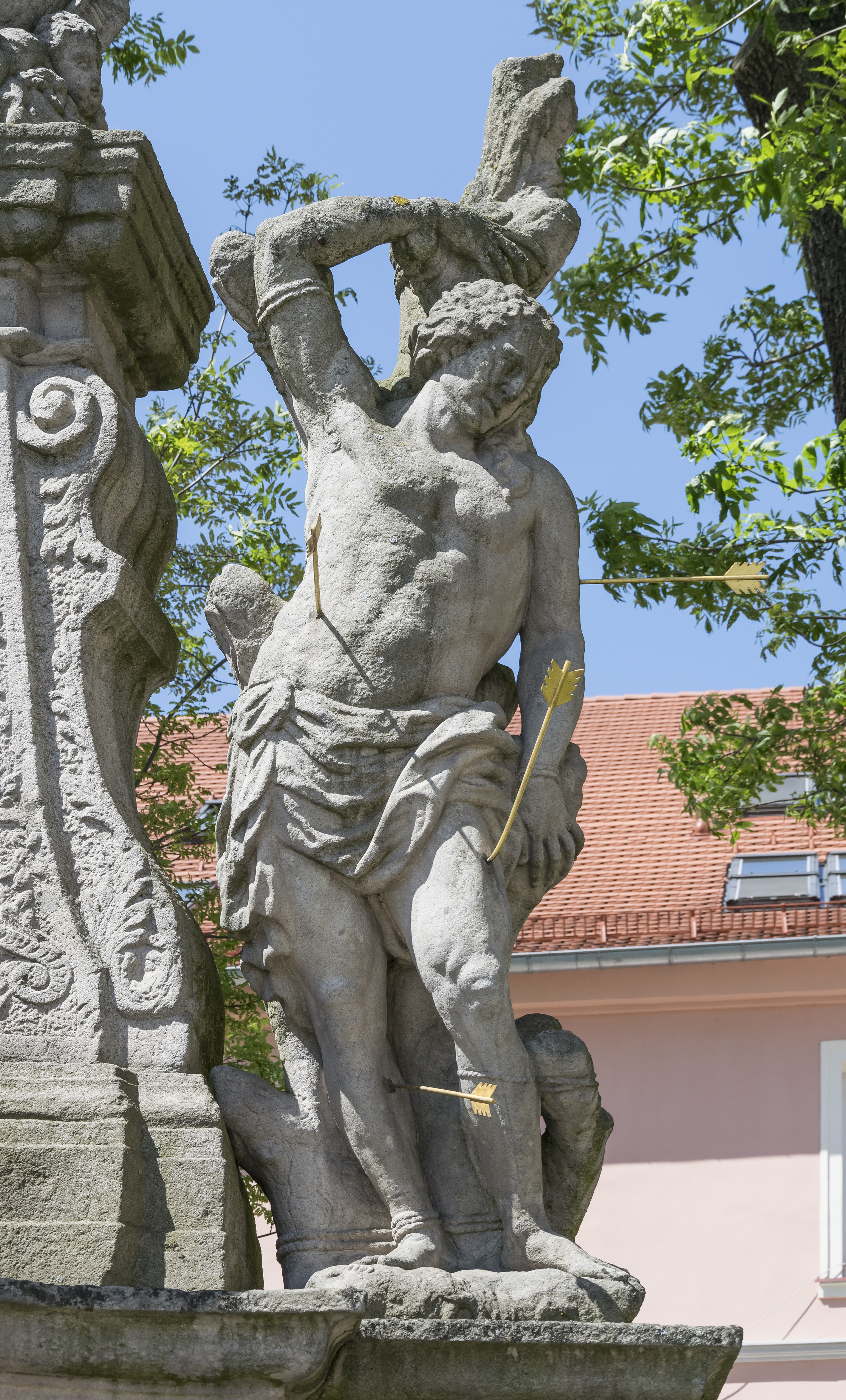
Święty Sebastian w Dusznikach-Zdroju

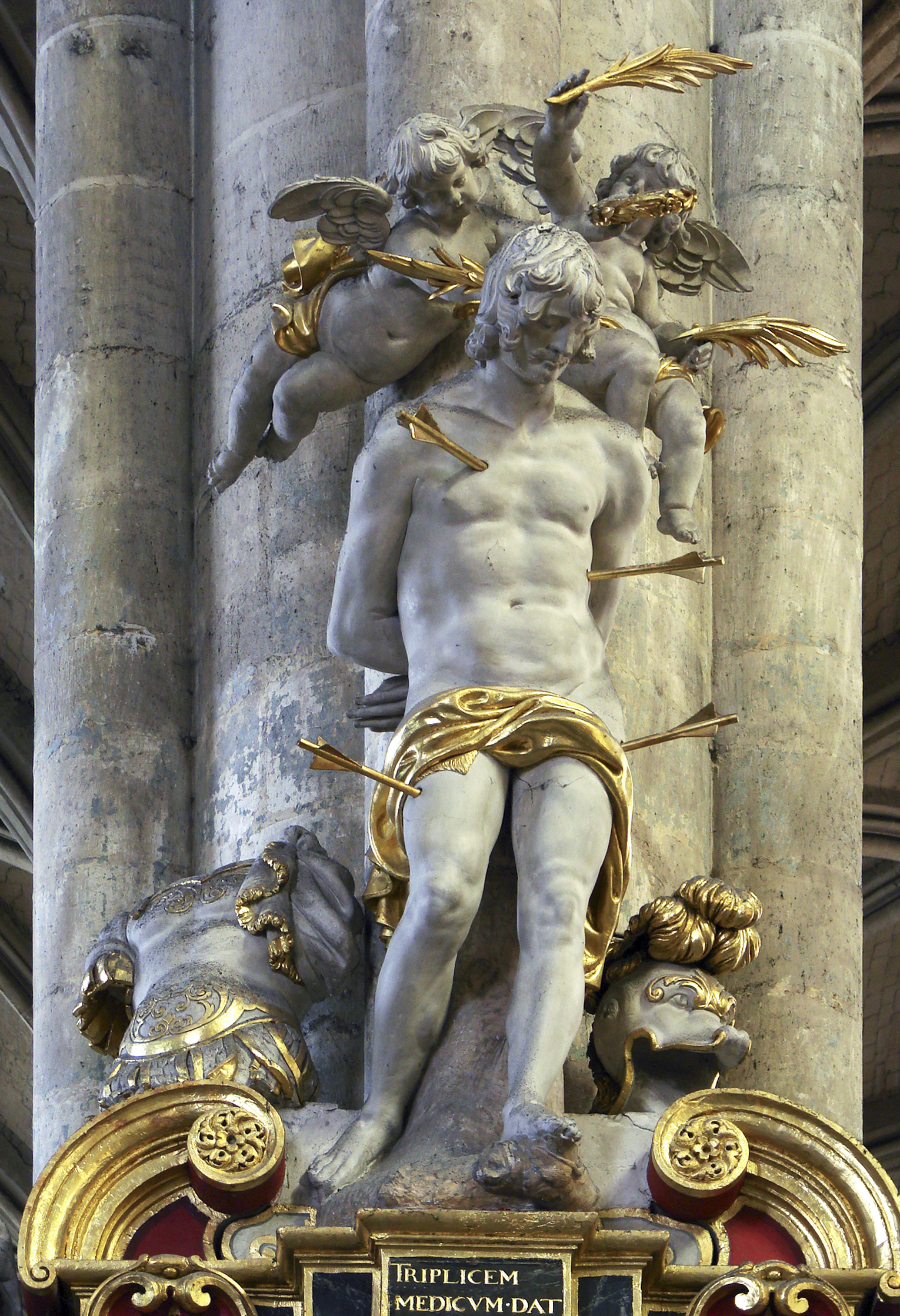
Święty Sebastian - katedra w Amiens

Święty Sebastian (cs. Мученик Севастиа́н Медиоланский, Римский; zm. około 288 lub 304 w Rzymie) – rzymski męczennik chrześcijański, święty Kościoła katolickiego i prawosławnego.

## Żywot
Wiadomości o życiu Sebastiana dostarcza anonimowy Opis męczeństwa z roku 354 i komentarz św. Ambrożego z Mediolanu do Psalmu 118. Według tych źródeł ojciec Sebastiana pochodził z rodziny urzędniczej w Narbonie, matka zaś z Mediolanu. Dzięki starannemu wychowaniu i stanowisku ojca, Sebastian został dowódcą gwardii cesarza Marka Aurelego Probusa (pan. 276–282).
Według św. Ambrożego Sebastian miał być natomiast dowódcą przybocznej straży Dioklecjana (pan. 284–305).
Za to, że cesarzowi wypomniał okrucieństwo wobec niewinnych chrześcijan, został przywiązany do słupa lub drzewa i przeszyty strzałami.
Według niepotwierdzonej legendy Sebastian wówczas nie zginął. Irena z Rzymu, która postanowiła go pochować, zauważyła oznaki życia i doprowadziła go do zdrowia. Gdy Sebastian wyzdrowiał, poszedł ponownie do cesarza i jeszcze raz zarzucił mu barbarzyństwo w stosunku do chrześcijan. Cesarz w przypływie gniewu kazał go bić pałkami, żeby mieć pewność, iż tym razem Sebastian na pewno zginie.
Sebastian zginął prawdopodobnie w roku 288. Ciało męczennika wrzucono do kanałów miejskich, a wydobyć i pochować miała je święta Lucyna.

## Patronat
Św. Sebastian, otoczony wielką czcią w całym Kościele, należał do najbardziej znanych świętych. Rzym uczynił go jednym ze swoich głównych patronów.
Św. Sebastian jest patronem chorych na choroby zakaźne, inwalidów wojennych, kamieniarzy, konwisarzy, łuczników, myśliwych, ogrodników, rusznikarzy, strażaków, strzelców, żołnierzy. Również patron Niemiec oraz Gwardii Szwajcarskiej. Jest orędownikiem w czasie epidemii.
Od 4 lipca 2022 roku św. Sebastian jest również patronem Polkowic.

## Relikwie
Część relikwii św. Sebastiana przechowywana jest w bazylice św. Sebastiana za Murami w Rzymie. Znaczną część relikwii Sebastiana papież Eugeniusz II podarował opactwu św. Medarda w Soissons, a papież Leon IV relikwię głowy świętego rzymskiej bazylice Czterech Koronatów (w pobliżu Koloseum).
Świętego Sebastiana zaliczano do 14 Orędowników.

## Dzień obchodów
Wspomnienie liturgiczne św. Sebastiana w Kościele katolickim obchodzone jest 20 stycznia.
Cerkiew prawosławna wspomina męczennika 18/31 grudnia, tj. 31 grudnia według kalendarza gregoriańskiego.

## Ikonografia
W ikonografii przedstawiany jest jako piękny, muskularny, obnażony młodzieniec z perizonium na biodrach, przywiązany do słupa lub drzewa, przeszyty strzałami; zbroja u nóg, nad głową przybity wyrok śmierci.
Atrybutami świętego są: krucyfiks, palma męczeństwa, włócznia, miecz, tarcza, dwie strzały w dłoniach, przybity wyrok śmierci nad głową.
W tradycji prawosławnej Sebastian przedstawiany jest jako typowy męczennik. Jest mężczyzną w średnim wieku z króciutką jasnokasztanową brodą i krzyżem (a niekiedy również Ewangelią) w dłoni, ubranym w czerwony płaszcz.
Sposób przedstawienia świętego przez nowożytnych artystów często odbierano jako homoerotyczny. W kulturze LGBT św. Sebastiana niekiedy opisuje się jako „gejowską ikonę” i „patrona homoseksualistów”. Określenia te odnoszą się jednak wyłącznie do wizerunku męczennika, nie zaś do hagiografii, która nie zawiera żadnych odniesień do orientacji seksualnej.

## Bibliografia

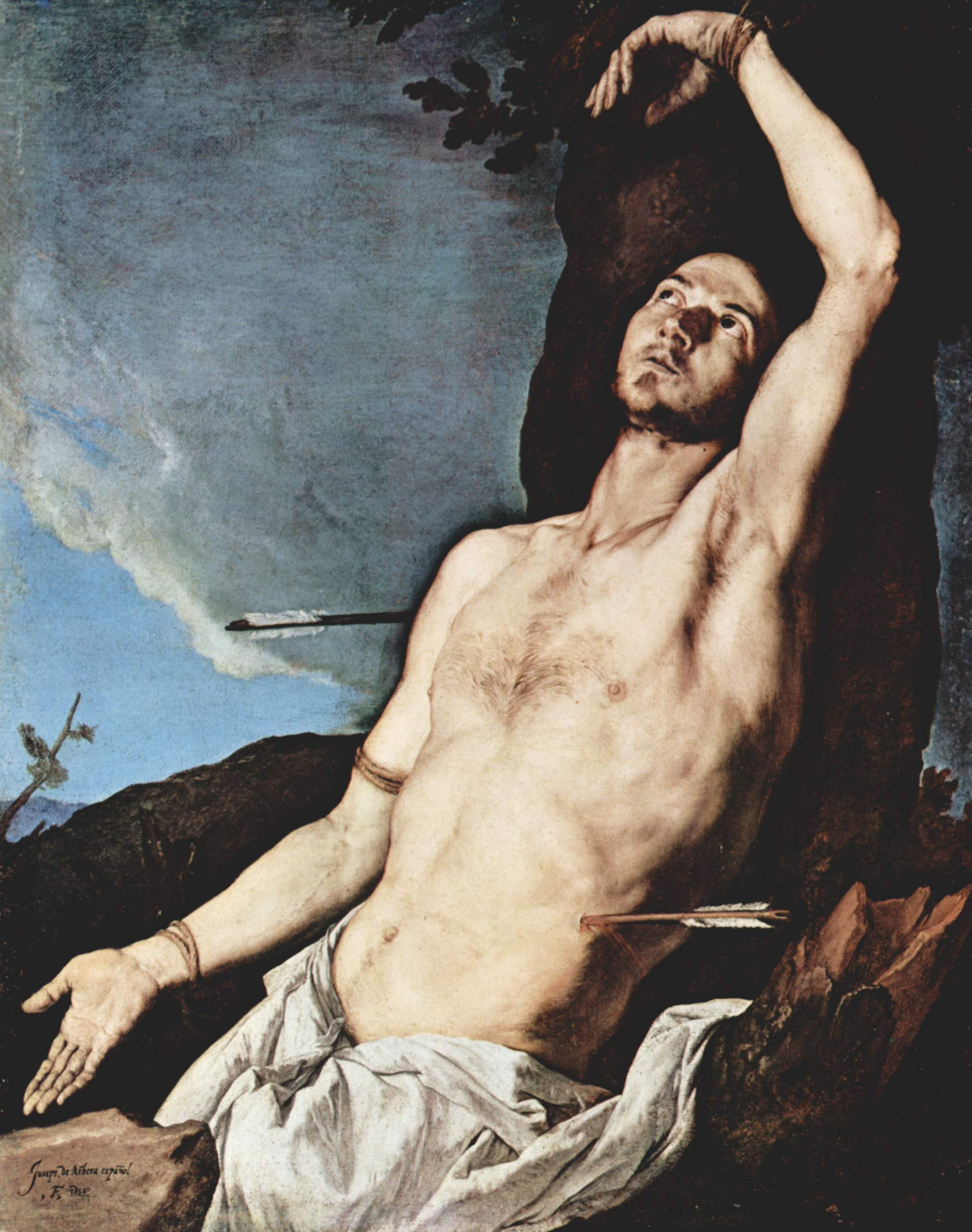
Święty Sebastian wg J. de Ribery, 1651
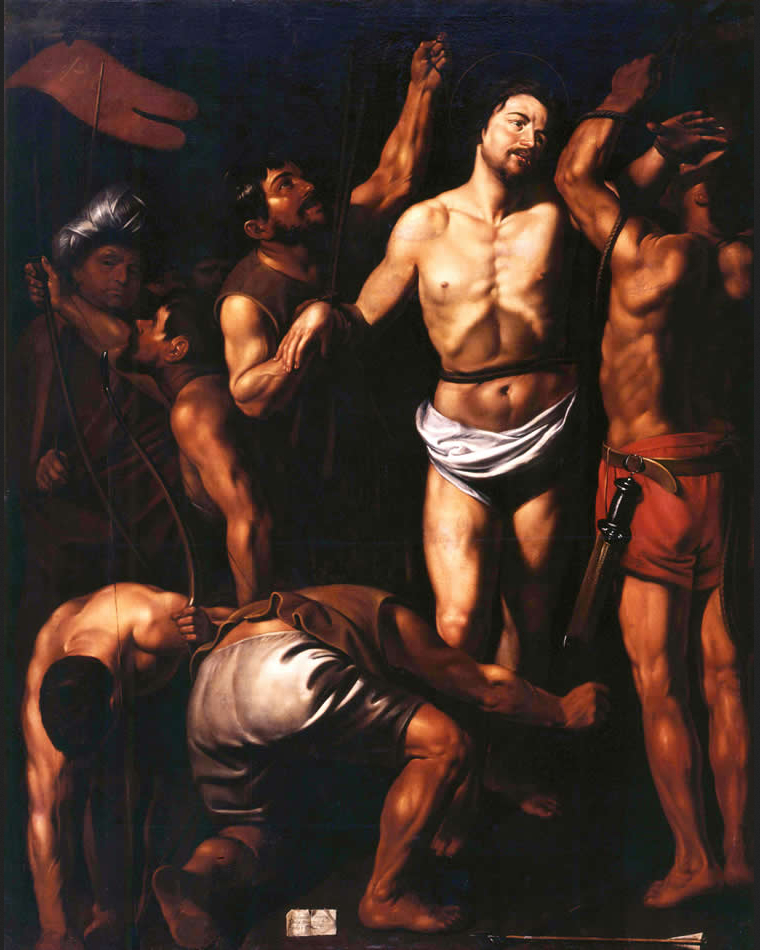
Męczeństwo św. Sebastiana, Louis Finson, 1606-1617
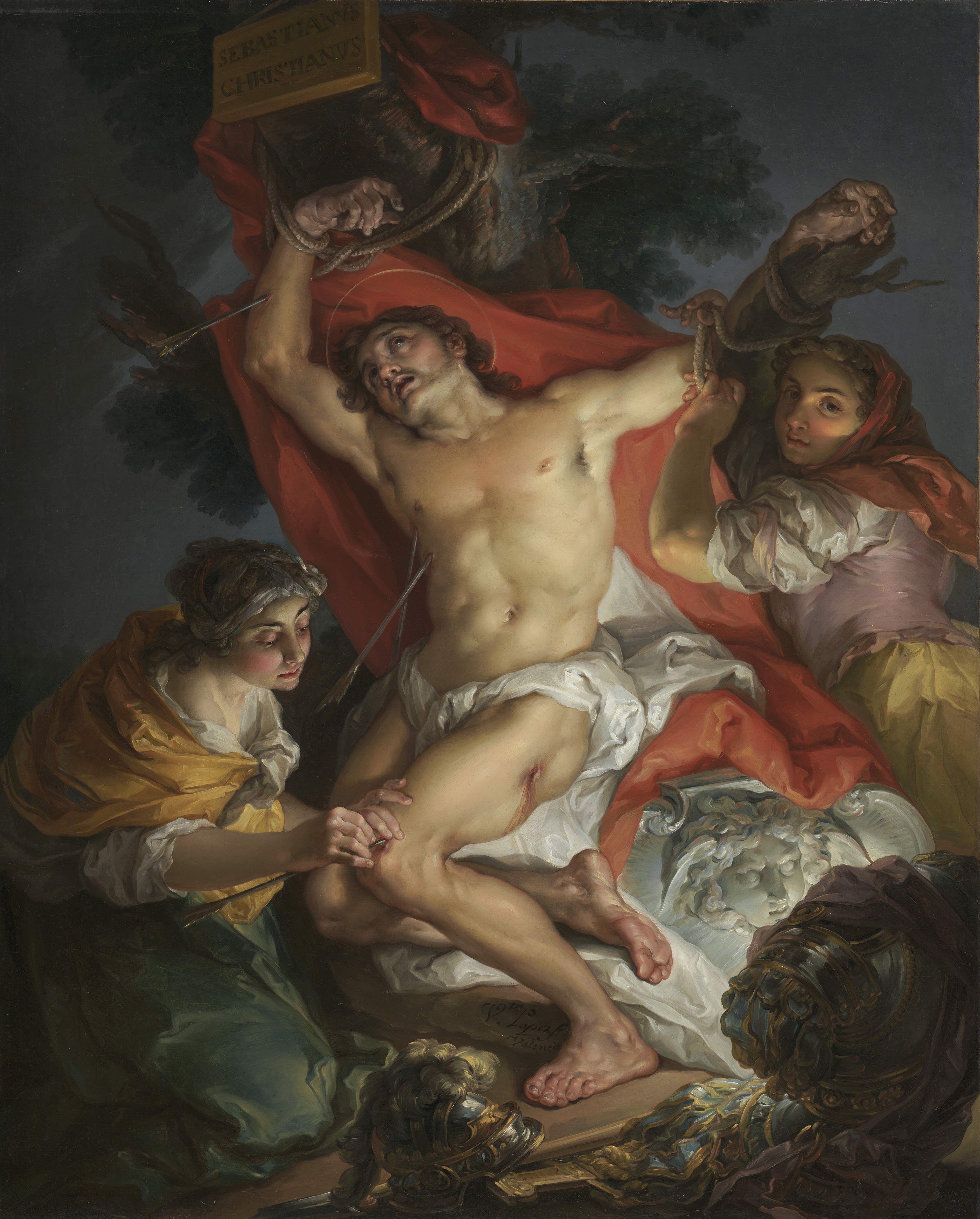
Św. Irena i Lucyna pielęgnują rany Sebastiana, V.L.Portaña, 1795-1800
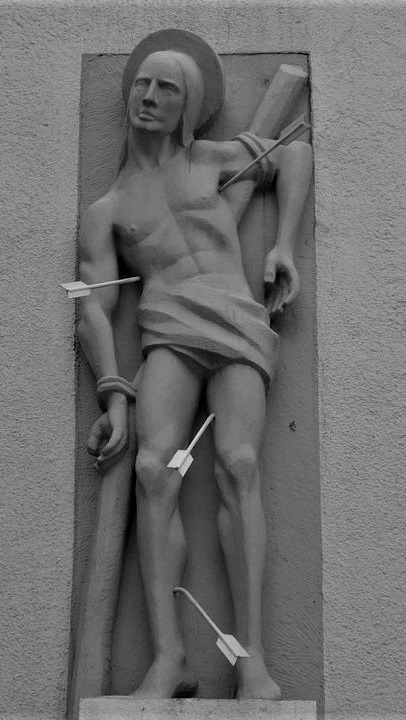
Płaskorzeźba z kościoła w Opolu